# Метати Роси Баси (Лука)
Метати Роси Баси је насеље у Италији у округу Лука, региону Тоскана.
Према процени из 2011. у насељу је живело 56 становника. Насеље се налази на надморској висини од 161 м.